# Antoni Schultis
Antoni Schultis (ur. 27 lutego 1869 we Lwowie, zm. 17 lipca 1939 we Lwowie) – polski działacz państwowy, urzędnik, wojewoda śląski.

## Życiorys
Był synem Wincentego i Antoniny z Blumów. Ukończył Gimnazjum im. Franciszka Józefa we Lwowie (1886) i Wydział Prawa Uniwersytetu Lwowskiego (1886-1890); odbył w tym czasie także roczną służbę wojskową, po której uzyskał stopień podporucznika rezerwy. Pracował jako urzędnik w Przemyślanach, Stanisławowie, a od 1897 we Lwowie; lata 1902-1904 spędził w Wiedniu, gdzie pracował w centrali Ministerstwa Spraw Wewnętrznych. W 1904 powrócił do Lwowa; był sekretarzem Namiestnictwa, następnie starostą z przydziałem do pracy w Namiestnictwie; blisko współpracował z namiestnikiem Michałem Bobrzyńskim, uważany za jego „prawą rękę”. Od 1910 w randze radcy był szefem Biura Prezydialnego Namiestnictwa i zastępcą członka komisji dyscyplinarnej przy Namiestnictwie; otrzymał tytuły rzeczywistego radcy Namiestnictwa (1911) i radcy dworu (1915) oraz kilka wysokich odznaczeń austriackich.
Po odzyskaniu przez Polskę niepodległości przez krótki czas pracował w Warszawie w centrali Ministerstwa Spraw Wewnętrznych, potem powrócił do Lwowa i pracy w Namiestnictwie, wkrótce przekształconym w Urząd Wojewódzki. Od 1921 był naczelnikiem wydziału we lwowskim Urzędzie Wojewódzkim, wielokrotnie zastępował nieobecnego wojewodę. W 1921 pracował w dziale prawnym Polskiego Komisariatu Plebiscytowego w Bytomiu w związku z plebiscytem na Górnym Śląsku.
Od lutego 1923 był wojewodą śląskim; został następcą zmarłego Józefa Rymera; już w październiku t.r. został urlopowany po fali protestów robotniczych i przekazał obowiązki przysłanemu z Warszawy Tadeuszowi Konckiemu. W 1925 został przeniesiony w stan spoczynku i powrócił do Lwowa, gdzie m.in. zasiadał w Komisji Dyscyplinarnej dla Nauczycieli przy Kuratorium Lwowskim. Został pochowany na Cmentarzu Łyczakowskim we Lwowie.
Był żonaty ze Stanisławą Felicją z Bałłabanów (od 1893), miał syna Stanisława (ur. 1893, kapitana WP, dzierżawcę ziemskiego) i córkę Marię (ur. 1896).